# Paragripopteryx guardae
Paragripopteryx guardae är en bäcksländeart som beskrevs av Froehlich 1994. Paragripopteryx guardae ingår i släktet Paragripopteryx och familjen Gripopterygidae. Inga underarter finns listade i Catalogue of Life.